# Vanessa Nagler
Vanessa Nagler (* 25. April 1997 in Bad Cannstatt) ist eine ehemalige deutsche Handballspielerin, die zuletzt in der 2. Bundesliga für den VfL Waiblingen auflief.

## Karriere
Vanessa Nagler begann das Handball spielen für die SV Remshalden, mit der sie 2013 Deutsche B-Jugendmeisterin wurde. Nach der Jugend spielte sie zunächst für den SC Korb und stieg 2015 in die 3. Liga und 2017 in die 2. Bundesliga auf. Nach dem Zusammenschluss zu einer Spielvereinigung mit dem VfL Waiblingen spielte sie ab der Saison 2018/19  für den VfL Waiblingen in der 2. Bundesliga und stieg mit der Mannschaft 2022 als Zweitligameisterin in die Bundesliga auf. Ein Jahr später trat sie mit Waiblingen den Gang in die Zweitklassigkeit an. Nach der Saison 2023/24 beendete sie ihre Karriere.
Sie nahm mit der deutschen Beachhandball-Nationalmannschaft an den Europameisterschaften 2017 teil.

## Privates
Sie hat ein Duales Studium der Immobilienwirtschaft abgeschlossen.